# Белое (озеро, Туричинская волость Невельского района, у д. Чёрные Стайки)
Белое — озеро в Туричинской волости Невельского района Псковской области России, у границы с Витебской областью Белоруссии, в 15 км к югу от волостного центра, деревни Туричино, в 0,7 км от границы с Белоруссией.
Площадь — 1,0 км² (100,0 га). Максимальная глубина — 6,0 м, средняя глубина — 3,0 м. Площадь водосборного бассейна — 6,7 км². Высота над уровнем моря — 148,2 м.
В 2,5 км к северу от озера расположена близлежащая деревня, Чёрные Стайки.
Связано протокой с озером Чёрным. Относится к бассейну реки Оболь, являющейся притоком Западной Двины.
Тип озера лещово-плотвичный. Массовые виды рыб: щука, окунь, плотва, лещ, красноперка, язь, густера, щиповка, линь, налим, вьюн, карась; широкопалый рак.
Для озера характерно: в литорали — песок, заиленный песок, камни, галька, ил, в центре — ил, заиленный песок, камни.